# オンライン新聞
オンライン新聞（オンラインしんぶん、英語: online newspaper）、ないし、ウェブ新聞 （英語: web newspaper）は、インターネット上、あるいは、World Wide Web上に存在する新聞であり、印刷媒体である定期刊行物などから独立していることもあれば、印刷媒体のオンライン版として成立していることもある。なお、日本語では、インターネットに限らずネットワークを介してオンラインで提供される新聞を広くオンライン新聞とし、そのうち、特にWorld Wide Webによるものをウェブ新聞として使い分ける場合もある。
オンライン化によって、新聞は、放送ジャーナリズム（英: Broadcast journalism）に対抗し得るような、ニュース速報を流す機会などを得ることになる。評価が確立されている新聞の社会的信頼や高い知名度と、新聞と広告事業者との密接な関係は、新聞が生き残るための強力な武器になると、広く新聞業界では考えられている。印刷工程を省く動きは、コスト削減にもつながる可能性があるとされる。

## インターネット普及初期以前のオンライン新聞
オンライン・オンリー、すなわち、オンライン上だけで運営される新聞なり雑誌の先駆的な事例として、1974年にブルース・パレーロ（Bruce Parrello）がイリノイ大学のPLATOシステムを使って作ったオンライン新聞『News Report』が挙げられる。1987年には、ブラジルの新聞『Jornaldodia』が、国有だった当時のエンブラテルのネットワークの上で稼働していたが、これはその後1990年代にインターネットへと移行した。1990年代末には、数百の米国の新聞が、それぞれのオンライン版を公開していたが、インタラクティビティ（双方向性）は、まだあまり盛り込まれていなかった。例えば、イギリスの『Weekend City Press Review』が、一週間のニュースの要約をオンラインで公開し始めたのは、1995年であった。

## 英米におけるオンライン新聞
オンライン新聞は、印刷された新聞に準じて扱われ、名誉毀損や、プライバシー、著作権などの法的な扱いにおいて、法的には通常の新聞と同様のものと見なされ、イギリスをはじめとして多くの国々においては、オンライン出版物に関する法の対象ともされる。イギリスでは、報道苦情処理委員会（英: Press Complaints Commission）の統制下にも置かれたのみならず、データ保護法（英: Data Protection Act 1998）も、オンライン新聞やニュース・ページに規制の網をかけている。しかし、イギリスの民衆にとって、何がブログで、何がフォーラム・サイトで、何がオンライン新聞かは、余りはっきりとはしていなかった。2007年、イギリスに活動の拠点を置くオンライン新聞や、ニュース音声や映像を扱うウェブサイトなどについての正式な規制政策が成立して、その責任の所在が明確にされ、何がオンライン出版（online publication）であり、何はそうではないのかが明示された
オンライン新聞の記者たちは、ビデオの撮影法も教わり、インターネット上のニュース・ページに必要とされる、簡明な書き方で記事を書くことを修得する。記者たちの多くは、ブログの書き方を学び、特にイギリスではPCCの方針によって、この方面でのインターネットの発展が促進された。一部の新聞は、新聞製作のあらゆる過程にインターネットを取り込もうと試み、印刷する新聞とオンライン新聞の両方に向けた記事を記者に書かせたり、クラシファイド（小さな広告欄を集めた紙面）の広告を、印刷とオンラインの両方に載せるようにしたが、これとは逆に、印刷する新聞とははっきりと異なる形でウェブサイトを運営している新聞もある。米国の新聞全国ネットワーク（英: Newspaper National Network）は、オンライン広告の販売を手がける米国新聞協会（英: Newspaper Association of America）と大手25紙から成る組織である。
2006年の時点で、新聞社のウェブサイトは多くが無料で内容を提供しており、ウェブサイトから収益を上げていると主張する新聞はほとんど存在していなかった。日刊新聞の利益が圧縮され、発行部数も減少する中で、閲覧者に閲読料金を課することなく、ウェブサイトから収入を得る、新たな手法が模索された。しかし、その答えを見出すのは困難であった。特化した読者層をもつ『ウォール・ストリート・ジャーナル』や『The Chronicle of Higher Education』などは、閲読料金を徴収することに成功した。『ロサンゼルス・タイムズ』、『ワシントン・ポスト』、『USAトゥデイ』、『ニューヨーク・タイムズ』などをはじめ、ほとんどの新聞は、現在はオンライン版をもっている。
『ガーディアン』は、2005年に新しいメディアを使った実験を行ない、リッキー・ジャーヴェイスによる12部から成る無料のポッドキャストを提供した。イギリスの新聞では、『デイリー・テレグラフ』もオンライン版を出した。2016年3月には『インデペンデント』が紙面を廃刊し完全なオンライン新聞に移行した。

## 日本におけるオンライン新聞
日本では、新聞社など既存の印刷媒体によるインターネットを介してニュースを提供するウェブサイトを「ニュースサイト」と称することがよくある。
朝日新聞は、1995年からインターネット上に「アサヒ・コム」（asahi.com：後の朝日新聞デジタル）を設けて一部ニュースの無料提供を行なっていたが、1998年ころからこれを「朝日新聞のニュースサイト」と説明している。読売新聞は、1995年から運営するニュース速報サイト「ヨミウリ・オンライン (YOMIURI ONLINE, YOL)」を「総合ニュースサイト」と位置づけており、さらに携帯電話向けの有料サービスである「NEWS読売・報知」なども「ニュースサイト」と称している。
また、産経新聞は、1996年にフジテレビジョン系列のアナログ放送の電波領域を使い、同新聞の記事を文字情報で読むことができる「E-NEWS」というサービスを実施し、当初は関東地方限定で提供し、順次拡大する方針だったが、受信端末などが高価だったことから普及が進まず、わずか半年で有料サービスを廃止、2年後にはサービス自体も終了している。

## その他の国々におけるオンライン新聞
インドでは、『ザ・タイムズ・オブ・インディア』、『ヒンドゥスタン・タイムズ』、『ザ・ヒンドゥー』、『インディアン・エクスプレス』、『ニュー・インディアン・エクスプレス』などの主要紙は、最新のニュースをオンライン版で提供している。一部には、E-Paper と称される、印刷された新聞紙面のデジタルな複製をそのまま提供しているところもある。
オーストラリアでは、『オーストラリアン』、『シドニー・モーニング・ヘラルド』など一部の新聞社が、読者がオンラインでニュース記事を読めるように、オンライン版を提供している。
チリのサンティアゴにある『The Santiago Times』は、全面的にオンライン化しており、毎週月曜日から金曜日まで、チリ国内の出来事について英語で発信している。

## オンラインのみの新聞
本当の意味でのオンライン・オンリー・ペーパー（online only paper）は、いかなる印刷物とも関わりなく出されているものである。イギリスでは2000年に、『Southport Reporter』という独立系のオンラインのみの新聞が登場した。これは週刊の地域新聞で、発行元のPCBT Photographyは、インターネット上の「ソフト・コピー」以外のいかなる形態でもこの新聞を発行していなかった。ブログや、他のニュース・サイトとは異なり、この新聞はあくまでも新聞として運営され、イギリスのメディア業界の中でも、ジャーナリスト全国組合（英: National Union of Journalists）や国際ジャーナリスト連盟（IFJ）においても、新聞として認められている。また、この新聞は、英国の報道苦情処理委員会（PCC）の統制下にも入っている。もうひとつの事例として、米国ニュージャージー州に拠点を置き、1999年以来、ウェブのみで展開している日刊新聞『Atlantic Highlands Herald』が挙げられる。さらに、印刷媒体としての実績があるものが、オンライン・オンリーへの展開を行なうこともある。2009年現在、印刷を前提とした新聞事業の伝統的なビジネス・モデルの崩壊によって、地域紙、地方紙、全国紙など様々な新聞が、他の公刊物、公表物の報道の要約や論評にとどまらないで、オリジナルの報道を行なうような、オンライン・オンリー新聞への移行を試みている。米国における初期の重要な試みとしては、『Seattle Post-Intelligencer』があり、この新聞は2009年3月で149年続いてきた印刷による新聞発行を止め、オンライン・オンリーへ移行した。スコットランドでは、2010年に『Caledonian Mercury』がスコットランド最初のオンライン・オンリー新聞として、『Southport Reporter』と同様の目的を掲げて登場し、ヨークシャー州では『The Yorkshire Times』がこれに続き、2011年に同州最初のオンライン・オンリー新聞となった。2012年5月、オンライン通信社（online news agency）サウスイースト・テキサス・インベスティゲイツ（Southeast Texas Investigates: www.setinvestigates.com）が、元々印刷媒体で活動していたジャーナリストであるジェリー・ジョーダン（Jerry Jordan）によって、テキサス州南東部からルイジアナ州南西部にかけての地域に住む人々に影響を与える諸問題を対象に深く掘り下げた取材や調査報道によるニュース記事を提供する目的で、創設された。その低コストで、有料購読者に基盤を置く形式は、電子的メディアに拠りながら収入を得ようとする新たな工夫を施した試みとなっている。
米国では、CNET、TechCrunch、ZDNetといった技術情報系のニュース・サイトが、ウェブ上での情報提供とし始まり、在来型の新聞に匹敵する読者を獲得してきた。さらに、オンライン・メディアの更なる発展を受けて、歴史ある印刷媒体の中にも、『USニューズ&ワールド・レポート』のように、印刷媒体をやめてオンライン・オンリーへ移行するものが現れている。
日本では、オンライン新聞のうち、『JanJan』、『ライブドア PJ』、『オーマイニュース』のように印刷媒体を持たず、市民記者の記事を中心に編成するものを、インターネット新聞と呼んでいたが、『オーマイニュース』日本版は2009年閉鎖、『JanJan』は2010年に休刊し、『ライブドア PJ』を継承した『PJニュース』も2013年に休刊となった。ただし、日本語による議論では、「電子新聞」、「オンライン新聞」、「インターネット新聞」を無差別に使用しているのではないか、とする見解もある。

### ハイブリッド新聞
一部には、基本的にはオンライン新聞でありながら、少数の印刷された新聞も発行するという例がある。例えば、2009年夏に『The Ann Arbor News』から移行した、annarbor.comの例がある。annarbor.comは、基本的にはオンライン新聞であるが、印刷版も週に2回発行している。他の傾向として、このビジネスモデルはデジタルメディアの成長に伴い、多くの新聞社に採用されつつあることが示されている。 ハイブリッド出版モデルへの移行は、特に18～24歳の層において、ニュースを拡散するための手段としてソーシャルメディアプラットフォームの重要性が高まっていることと比例している。

### ソフト・コピーの「ニュース・シート」
英語では、1ページないし2ページだけの新聞を「ニュース・シート（news sheet）」と称する。ソフト・コピーの「ニュース・シート」は、おもにニュース記事を扱い、広告やゴシップばかりという状態でないものは、他のオンライン新聞と同様のものとみなせる。こうした「ニュース・シート」は、通常の新聞とは異なり、定期的に記事が更新されてゆく。こうしたものも、新聞と同様に、メディア業界や各種の行政府からニュース報道の回路のひとつと見なされる。